# JP Cooper
John Paul Cooper, mer känd som JP Cooper, född 1 november 1983 i Middleton mellan Manchester och Rochdale, är en engelsk sångare och låtskrivare. Han är mest känd för sin medverkan på Jonas Blues låt "Perfect Strangers" som har sålt platina i Storbritannien och för sin låt "September Song". Han har skivkontrakt med Island Records.